# Microprosopa haemorrhoidalis
Microprosopa haemorrhoidalis är en tvåvingeart som först beskrevs av Johann Wilhelm Meigen 1826.  Microprosopa haemorrhoidalis ingår i släktet Microprosopa och familjen kolvflugor. Arten är reproducerande i Sverige. Inga underarter finns listade i Catalogue of Life.